# Данити Кейн
Данити Кейн е женска американска музикална група. В състава ѝ влизат Абри О'Дей, Д.Удс, Шанон Бекс, Даун Ричард и Андреа Фимбърс. Групата има издадени три албума и седем сингъла. През 2009 групата се разделя, а през 2013 се завръща без Удс. Имат рализирани 7 турнета – 4 самотоятелни и 3 като подгряващи изпълнители на Бекстрийт Бойс, Блек Айд Пийс и Кристина Агилера.

## Дискография

### Албуми
- „Danity Kane“ (2006)
- „Welcome to the Dollhouse“ (2008)
- „DK3“ (2014)

### Сингли
- „Show Stopper“ (2006)
- „Ride for You“ (2006)
- „Damaged“ (2008)
- „Bad Girl“ (2008)
- „Lemonade“ (2014)
- „Rhythm Of Love“ (2014)
- „Neon Lights“ (2019)
- „New Kings“ (2020)

## Турнета

### Самостоятелни
- „Jingle Ball Tour“ (2006)
- „Making the Band 4 – The Tour“ (2008)
- „#NoFilterTour“ (2014)
- „The Universe Is Undefeated Tour“ (2018 – 2019)

### Подгряващи
- Бекстрийт Бойс – „The Never Gone Tour“ (2005)
- Блек Айд Пийс – „Monkey Business Tour“ (2006)
- Кристина Агилера – „Back to Basics Tour“ (2006 – 2007)